# Peter Cón
Peter Cón (3. července 1949 Košice – 24. října 1992, Bratislava) byl slovenský hudební skladatel.

## Život
V letech 1964–1969 studoval na bratislavské konzervatoři hru na hoboj u Juraje Bartoviče a skladbu u Juraje Pospíšila. Ve studiu skladby pokračoval na Vysoké škole múzických umění v Bratislavě u Dezidera Kardoše. Absolvoval v roce 1974.
Do roku 1976 byl zaměstnaný jako dramaturg ve Slovenské televizi v Bratislavě. V letech 1977–1979 byl korepetitorem slovenského profesionálního folklórního souboru SĽUK. Od roku 1979 byl skladatelem ve svobodném povolání. Od roku 1984 řídil Akademické pěvecké sdružení Tempus.

## Dílo
Hudební dílo Petra Cóna je různorodé. Zpočátku komponoval skladby tzv. vyššího populáru. Také vytvořil několik elektroakustických skladeb, ale v posledních letech svého života se zaměřil na závažnější komorní a sborovou tvorbu.

### Orchestrální skladby
- Štyri miniatúry (1974)
- Koncertná hudba (před r. 1976)
- Musica festiva (1976)
- Symfonická predohra (1976)
- Detské hry (před r. 1982)
- Opusculum musicum (1988)
- Útok (pro klavír a orchestr, 1980)

### Komorní skladby
- Musica filarmonica (1982)
- Aspectus (před r. 1989)
- Duo pro dvě flétny (před r. 1976)
- Dialógy pro dvě flétny (1979)
- Meditácie pro dvě flétny (1979)
- Tre trombonetti pro trombón a klavír (1983)
- Dvojhra pro dva klarinety (1984)
- Clarinettina pro klarinet a klavír (1985)
- Dextempore pro basklarinet a syntezátor (1989)
- Trio (flétna, klarinet a fagot) (1971)
- Nálada (1974)
- Musica folklorica (1980)
- Úvahy (1980)
- Musica pro tabula (1982)
- Suita in A (1982)
- Hlboké myšlienky (1984)
- Danseries (smyčcový kvartet, 1983)
- Instrumentální úpravy folklóru

### Sbory
- Dva madrigaly (1978)
- Veselý zverinec (1980)
- Leje (pred 1981)
- Letný podvečer (1980)
- Cantemus (1984)
- Hora (1984)
- Primo vere (text Carmina burana, před 1984)
- Amor vincit omnia (text Vergilius, před 1989)
- Tempus pro smíšený sbor a cappella (text Vergilius, 1989)

### Dětské sbory
- Pieseň bez slov (1979)
- Lastovička (1980)
- Houpánky (1981)
- Koník (1981)
- Pieseň roku (1981)
- Vyčítanky (1981)
- Zabarambarumbarimburujte si s nami (1982)
- Jak se volá na písničku (1983)
- Piesne pani Zimy (1983)
- Z aprílové školy (před 1983)
- Detský smiech (před 1984)
- Pieseň pre pána Mozarta (1984)

### Elektroakustické skladby
- Etuda I. – III. (1980)
- Prechádzka neznámou krajinou I. a II. (1982, 1985)
- Vita (1990)

### Filmová hudba
- Explózia (1981)

## Ocenění
- Primo vere pro ženský sbor získala 1. cenu v mezinárodní soutěži města Ibagué v Kolumbii a 1. cenu v soutěži Rencontres Internationales de Chant Choral ve francouzském Tours (1985)
- Cantemus pro smíšený sbor získal v Kolumbii v roce 1985 3. cenu.
- Zabarambarumbarimburujte si s nami (dětský sbor) cena v soutěži Čs. rozhlasu (1982)
- Leje v súťaži mužský sbor v soutěži Sboru severočeských učitelů
- Musica pro tabulam (komorní skladba) – 2. cena v soutěži Generace 1982